# Psectrogaster amazonica
Psectrogaster amazonica är en fiskart som beskrevs av Eigenmann och Eigenmann, 1889. Psectrogaster amazonica ingår i släktet Psectrogaster och familjen Curimatidae. Inga underarter finns listade i Catalogue of Life.